# Rothenmühle (Hilpoltstein)
Rothenmühle ist ein Gemeindeteil der Stadt Hilpoltstein im Landkreis Roth (Mittelfranken, Bayern). Rothenmühle liegt in der Gemarkung Unterrödel.

## Lage
Die Einöde liegt im Nordwesten von Unterrödel im Tal der Roth. Von der Straße Unterrödel E gelangt man über eine Abzweigung in nordwestlicher Richtung zur Mühle.

## Geschichte
Erstmals urkundlich genannt ist die Mühle 1396, und zwar als Besitz des Egidienklosters zu Nürnberg. 1480 gab Johann Jahrsdorfer zu Zell bei der von ihm betriebenen Erhebung der Walburgiskapelle zu Zell zur Pfarrei den vom Eichstätter Domkapitel gekauften Kleinzehent von „Niederrödl“, wozu auch die Nußhacken-, Rothen- und Weihersmühle gehörten, dem Pfarrer zu Zell. Die mit Unterrödel seit 1505 zum neu gegründeten Territorium Pfalz-Neuburg und dort zum Pflegamt Heideck gehörende Mühle wurde mit der Pfarrei Zell im Zuge der Verpfändung der Pflegämter Heideck, Hilpoltstein und Allersberg an die Reichsstadt Nürnberg 1542 von der Reformation erfasst.
Nach 36 Jahren löste Pfalz-Neuburg sein Amt Hilpoltstein von Nürnberg 1578 wieder ein. 1604 besitzt die „Rotermuhl“  ein „Häbel Unterholtzern“; Abel Unterholzer († 1618) war Kaufmann in Nürnberg und zeitgleich Eigentümer der Hofmark/Gut Kreuth bei Heideck. 1627 wurde die Pfarrei Zell im Zuge der Gegenreformation wieder katholisch, so dass auch die Müllerfamilie zum alten Glauben zurückkehrte.
Im Dreißigjährigen Krieg zerstört, wurde die Mühle von Matthias Hausmann um 1700 wiederaufgebaut zu dem noch heute bestehenden Ensemble von drei Fachwerkbauten mit zahlreichen Andreaskreuzen und K-Streben. Zur Mühle gehörte auch ein Sägewerk und ein landwirtschaftlicher Betrieb. Die hohe Gerichtsbarkeit übte das nunmehrige kurbaierische Pflegamt Hilpoltstein aus. Um 1703 verkaufte das Mühlgut zu Rothenmühl Johann Paul Haußmann an Johann Fiegl von der Guggenmühle bei Allersberg stammend. Das Anwesen befindet sich noch im Eigentum der Nachkommen.
Im Königreich Bayern (1806) wurde ein Steuerdistrikt Unterrödel gebildet, dem die Rothenmühle angehörte.  1875 hatte der Müller als Ökonom drei Pferde und zehn Stück Rindvieh.
1930 wurden Mahl- und Sägewerk stillgelegt und nur noch die Landwirtschaft weiterbetrieben. Die Fachwerkbauten sind heute ungenutzt und dem schleichenden Verfall preisgegeben, die Landwirtschaft ist verpachtet.
Im Zuge der Gemeindegebietsreform wurde die Gemeinde Unterrödel und damit auch die Rothenmühle zum 1. Januar 1972 in die Stadt Hilpoltstein eingegliedert.

## Einwohner
- 1818: 14 (1 „Feuerstelle“ = Anwesen, 1 Familie)[14]
- 1836: 11 (1 Familie)[15]
- 1861: 11 (4 Gebäude)[16]
- 1871: 6 (5 Gebäude)[17]
- 1900: 9 (1 Wohngebäude)[18]
- 1937: 6[19]
- 1950: 5 (1 Wohngebäude)[11]
- 1961: 7 (1 Wohngebäude)[20]
- 1970: 4 (1 Einödmühle)[21]
- 1987: 3 (1 Wohngebäude, 2 Wohnungen)[22]

## Baudenkmäler
Das zweigeschossige Mühlengebäude und die zwei erdgeschossigen Scheunen gelten als Baudenkmal.